# Itallo Hendrik Faria Benedito
Itallo Hendrik Faria Benedito (* 27. Mai 2003 in São Paulo), auch bekannt als Itallo, ist ein brasilianischer Fußballspieler.

## Karriere
Itallo erlernte das Fußballspielen in der Jugendmannschaft des AD São Caetano im brasilianischen São Caetano do Sul. Nach der Jugend wechselte der 20-Jährige nach Hongkong. Hier unterschrieb er einen Vertrag beim Erstligisten North District FC. Sein Erstligadebüt gab er am 3. September 2023 (2. Spieltag) im Auswärtsspiel gegen Sham Shui Po SA. Bei dem 4:1-Auswärtserfolg wurde er in der 69. Minute für Ho Chun Ting eingewechselt.